# VM i præcisionsorientering
Verdensmesterskabet i præcisionsorientering (PRÆ-O) (engelsk: World Trail  Orienteering Championships ( WTOC)) er det officielle verdensmesterskab i præcisionsorientering. Det blev første gang afholdt i 2004 ved den svenske by Västerås og har siden været afviklet hvert år – dog ikke i 2020 og 2021, hvor det blev aflyst.

## Discipliner
Ved VM i PRÆ-O konkurreres der i tre discipliner:
- Klassisk PRÆ-O (PreO) – en konkurrence, der har været afviklet siden 2004. I PreO er der både en ’Open’ klasse (for alle) og en ’Para’-klasse for deltagere, der har væsentlig fysisk funktionsnedsættelse. Før 2011 blev denne disciplin benævnt 'Individuel konkurrence'.
- Tempoorientering (TempO) – en konkurrence, der kun omfatter stationer med tidskontoller. Den har været afviklet siden 2013. Alle deltagere konkurrerer i den samme klasse 'Open'. I årene 2010-2012 blev disciplinen afholdt med betegnelsen 'TempO Trophy Open'. I 2010 blev der dog også afviklet en 'TempO Trophy Para' konkurrence.
- Stafet – en konkurrence, hvor der er tre personer på et hold. Den har været afviklet siden 2016 og erstattede den tidligere disciplin ’Team’. I Stafet er der både en Open klasse og en Para-klasse. I årene 2009-2015 blev der konkurreret i en 'Team Open' klasse, mens der i årene 2004-2008 var en 'Team Para' klasse.

## Historik
Nedenfor ses en oversigt over værtslande, der har afholdt VM i PRÆ-O. Årstal, dato, sted (by land) og referencer er anført.

### Værtslande
| Værtslande ved VM i PRÆ-O fordelt på år, dato og sted (by og land)                                                                              | Værtslande ved VM i PRÆ-O fordelt på år, dato og sted (by og land) | Værtslande ved VM i PRÆ-O fordelt på år, dato og sted (by og land) | Værtslande ved VM i PRÆ-O fordelt på år, dato og sted (by og land) | Værtslande ved VM i PRÆ-O fordelt på år, dato og sted (by og land) |
| År | Dato                                                               | Sted                                                               | Note                                                               | Referencer                                                         |
| --- | ------------------------------------------------------------------ | ------------------------------------------------------------------ | ------------------------------------------------------------------ | ------------------------------------------------------------------ |
| 2023 | 1.-7. juli                                                         | Zákupy, Tjekkiet                                                   |                                                                    | [ 2 ]                                                              |
| 2022 | 19.–23. juli                                                       | Jelenia Góra, Polen                                                |                                                                    | [ 3 ]                                                              |
| 2019 | 23.–29. juni                                                       | Idanha-a-Nova, Portugal                                            |                                                                    | [ 4 ]                                                              |
| 2018 | 6.–10. august                                                      | Daugavpils, Letland                                                | ifm. FOD-Oa)                                                       | [ 5 ]                                                              |
| 2017 | 10.–15. juli                                                       | Birstonas, Litauen                                                 |                                                                    | [ 6 ]                                                              |
| 2016 | 20.–28. august                                                     | Strömstad-Tanum, Sweden                                            | ifm. FOD-O                                                         | [ 7 ]                                                              |
| 2015 | 22.–28. juli                                                       | Zagreb, Kroatien                                                   |                                                                    | [ 8 ]                                                              |
| 2014 | 5.–13. juli                                                        | Trentino-Veneto, Italien                                           | ifm. FOD-O                                                         | [ 9 ]                                                              |
| 2013 | 6.–14. juli                                                        | Vuokatti, Finland                                                  | ifm. FOD-O                                                         | [ 10 ]                                                             |
| 2012 | 6.–9. juni                                                         | Scotland, Storbritannien                                           |                                                                    | [ 11 ]                                                             |
| 2011 | 13.–20. august                                                     | Savoie, Frankrig                                                   | ifm. FOD-O                                                         | [ 12 ]                                                             |
| 2010 | 8.–13. august                                                      | Trondhjem, Norge                                                   | ifm. FOD-O                                                         | [ 13 ]                                                             |
| 2009 | 18.–23. august                                                     | Miskolc, Ungarn                                                    | ifm. FOD-O                                                         | [ 14 ]                                                             |
| 2008 | 12.–16. juli                                                       | Olomouc, Tjekkiet                                                  | ifm. FOD-O                                                         | [ 15 ]                                                             |
| 2007 | 17.–26. august                                                     | Kiev, Ukraine                                                      | ifm. FOD-O                                                         | [ 16 ]                                                             |
| 2006 | 9.–14. juli                                                        | Joensuu, Finland                                                   | ifm. FOD-O                                                         | [ 17 ]                                                             |
| 2005 | 9.–12. august                                                      | Aichi, Japan                                                       | ifm. FOD-O                                                         | [ 18 ]                                                             |
| 2004 | 15.–18. september                                                  | Västerås, Sweden                                                   | ifm. FOD-O                                                         | [ 19 ]                                                             |
| Noter: a) Flere VM'er i PRÆ-O er afviklet i forbindelse med VM i orienteringsløb (FOD-O). Der har ikke været afholdt VM i PRÆ-O i 2020 og 2021. |                                                                    |                                                                    |                                                                    |                                                                    |

## Resultater
Her følger resultaterne for VM i PRÆ-O fordelt på discipliner (PreO, TempO, Stafet og Team), årstal, medaljer (guld, sølv og bronze) og noter.

### PreO
Open
| Medaljetagere i PreO Open ved VM i PRÆ-O fordelt på år og medaljer (karat)    | Medaljetagere i PreO Open ved VM i PRÆ-O fordelt på år og medaljer (karat) | Medaljetagere i PreO Open ved VM i PRÆ-O fordelt på år og medaljer (karat) | Medaljetagere i PreO Open ved VM i PRÆ-O fordelt på år og medaljer (karat) | Medaljetagere i PreO Open ved VM i PRÆ-O fordelt på år og medaljer (karat) |
| År                                                                            | Guld                                                                       | Sølv                                                                       | Bronze                                                                     | Noter                                                                      |
| ----------------------------------------------------------------------------- | -------------------------------------------------------------------------- | -------------------------------------------------------------------------- | -------------------------------------------------------------------------- | -------------------------------------------------------------------------- |
| 2023                                                                          | Arno Grønhovd                                                              | Bjarne Friedrichs                                                          | Michele Cera                                                               |                                                                            |
| 2022                                                                          | Ján Furucz                                                                 | Antti Rusanen                                                              | Bjarne Friedrichs                                                          |                                                                            |
| 2019                                                                          | Pinja Mäkinen                                                              | Geir Myhr Øien                                                             | Kreso Kerestes                                                             |                                                                            |
| 2018                                                                          | Ján Furucz                                                                 | Geir Myhr Øien                                                             | Antti Rusanen                                                              |                                                                            |
| 2017                                                                          | Lars Jakob Waaler                                                          | Pinja Mäkinen                                                              | Geir Myhr Øien                                                             |                                                                            |
| 2016                                                                          | Martin Fredholm                                                            | Martin Jullum                                                              | Janis Rukšans                                                              |                                                                            |
| 2015                                                                          | Michele Cera                                                               | Antti Rusanen                                                              | Martin Jullum                                                              |                                                                            |
| 2014                                                                          | Guntars Mankus                                                             | Marit Wiksell                                                              | Geir Myhr Øien                                                             | a)                                                                         |
| 2013                                                                          | Jari Turto                                                                 | Martin Fredholm                                                            | Antti Rusanen                                                              |                                                                            |
| 2012                                                                          | Stig Gerdtman                                                              | Vitaliy Kyrychenko                                                         | Sergiy Stoian                                                              |                                                                            |
| 2011                                                                          | Lauri Kontkanen                                                            | Antti Rusanen                                                              | Ivo Tisljar                                                                |                                                                            |
| 2010                                                                          | Stig Gerdtman                                                              | Lauri Kontkanen                                                            | Ivo Tisljar                                                                |                                                                            |
| 2009                                                                          | Vitaliy Kyrychenko                                                         | Lauri Kontkanen                                                            | Haruo Kimura                                                               |                                                                            |
| 2008                                                                          | Anne Straube                                                               | Martin Fredholm                                                            | Jari Turto                                                                 |                                                                            |
| 2007                                                                          | Kreso Kerestes                                                             | Antti Rusanen                                                              | Ole Johan Waaler                                                           |                                                                            |
| 2006                                                                          | Martin Fredholm                                                            | Stig Gerdtman                                                              | Per Midthaugen                                                             |                                                                            |
| 2005                                                                          | Per Midthaugen                                                             | Stig Gerdtman                                                              | Mitsumasa Sugimoto                                                         |                                                                            |
| 2004                                                                          | Ola Jansson                                                                | Martin Fredholm                                                            | Stig Gerdtman                                                              |                                                                            |
| Noter: a) Reference for 2014 – resultaterne kan ikke ses på IOF’s hjemmeside. |                                                                            |                                                                            |                                                                            |                                                                            |

Para
| Medaljetagere i PreO Para ved VM i PRÆ-O fordelt på år og medaljer (karat)    | Medaljetagere i PreO Para ved VM i PRÆ-O fordelt på år og medaljer (karat) | Medaljetagere i PreO Para ved VM i PRÆ-O fordelt på år og medaljer (karat) | Medaljetagere i PreO Para ved VM i PRÆ-O fordelt på år og medaljer (karat) | Medaljetagere i PreO Para ved VM i PRÆ-O fordelt på år og medaljer (karat) |
| År                                                                            | Guld                                                                       | Sølv                                                                       | Bronze                                                                     | Noter                                                                      |
| ----------------------------------------------------------------------------- | -------------------------------------------------------------------------- | -------------------------------------------------------------------------- | -------------------------------------------------------------------------- | -------------------------------------------------------------------------- |
| 2023                                                                          | Michael Johansson                                                          | Ola Jansson                                                                | Vladyslav Vovk                                                             |                                                                            |
| 2022                                                                          | Michael Johansson                                                          | Vladyslav Vovk                                                             | Jana Kostová                                                               |                                                                            |
| 2019                                                                          | Ola Jansson                                                                | Pavel Shmatov                                                              | Michael Johansson                                                          |                                                                            |
| 2018                                                                          | Ola Jansson                                                                | Michael Johansson                                                          | Svein Jakobsen                                                             |                                                                            |
| 2017                                                                          | Ola Jansson                                                                | Jana Kostová                                                               | Pekka Seppä                                                                |                                                                            |
| 2016                                                                          | Michael Johansson                                                          | Pavel Shmatov                                                              | Ola Jansson                                                                |                                                                            |
| 2015                                                                          | Vladislav Vovk                                                             | Ivica Bertol                                                               | Søren Saxtorph                                                             |                                                                            |
| 2014                                                                          | Michael Johansson                                                          | Ola Jansson                                                                | John Crosby                                                                | a)                                                                         |
| 2013                                                                          | Jana Kostova                                                               | Pavel Dudík                                                                | Søren Saxtorph                                                             |                                                                            |
| 2012                                                                          | Ola Jansson                                                                | Pekka Seppä                                                                | Dmitry Kucherenko                                                          |                                                                            |
| 2011                                                                          | Dmitry Kucherenko                                                          | Søren Saxtorph                                                             | Inga Gunnarsson                                                            |                                                                            |
| 2010                                                                          | Ola Jansson                                                                | Lennart Wahlgren                                                           | Søren Saxtorph                                                             |                                                                            |
| 2009                                                                          | Lennart Wahlgren                                                           | Zdenko Horjan                                                              | Ola Jansson                                                                |                                                                            |
| 2008                                                                          | Lennart Wahlgren                                                           | Zdenko Horjan                                                              | Dave Gittus                                                                |                                                                            |
| 2007                                                                          | Roberta Falda                                                              | Evaldas Butrimas                                                           | Bernt Gustafsson                                                           |                                                                            |
| 2006                                                                          | Dave Gittus                                                                | Nils-Olav Andersson                                                        | Lennart Wahlgren                                                           |                                                                            |
| 2005                                                                          | Evaldas Butrimas                                                           | David Irving                                                               | John Crosby                                                                |                                                                            |
| 2004                                                                          | Jan-Erik Haug                                                              | Valeriy Tsodikov                                                           | David Irving                                                               |                                                                            |
| Noter: a) Reference for 2014 – resultaterne kan ikke ses på IOF’s hjemmeside. |                                                                            |                                                                            |                                                                            |                                                                            |

### TempO
Open
| Medaljetagere i TempO Open ved VM i PRÆ-O fordelt på år og medaljer (karat)                               | Medaljetagere i TempO Open ved VM i PRÆ-O fordelt på år og medaljer (karat) | Medaljetagere i TempO Open ved VM i PRÆ-O fordelt på år og medaljer (karat) | Medaljetagere i TempO Open ved VM i PRÆ-O fordelt på år og medaljer (karat) | Medaljetagere i TempO Open ved VM i PRÆ-O fordelt på år og medaljer (karat) |
| År | Guld                                                                        | Sølv                                                                        | Bronze                                                                      | Noter                                                                       |
| --- | --------------------------------------------------------------------------- | --------------------------------------------------------------------------- | --------------------------------------------------------------------------- | --------------------------------------------------------------------------- |
| 2023 | Ondřej Macek                                                                | Simone Frascaroll                                                           | Daniel Locker                                                               |                                                                             |
| 2022 | Sondre Ruud Bråten                                                          | Ondřej Macek                                                                | Alessio Tenani Pavel Ptáček                                                 |                                                                             |
| 2019 | Marit Wiksell                                                               | Ines Domingues                                                              | Antti Rusanen                                                               |                                                                             |
| 2018 | Petteri Hakala                                                              | Lennart Wahlgren                                                            | Ján Furucz                                                                  |                                                                             |
| 2017 | Vetle Ruud Bråten                                                           | Martin Aarholt Waaler                                                       | Ján Furucz                                                                  |                                                                             |
| 2016 | Lars Jakob Waaler                                                           | Marit Wiksell                                                               | Pinja Mäkinen                                                               |                                                                             |
| 2015 | Antti Rusanen                                                               | Ján Furucz                                                                  | Sondre Ruud Bråten                                                          |                                                                             |
| 2014 | Martin Jullum                                                               | Lauri Kontkanen                                                             | Pinja Mäkinen                                                               | a)                                                                          |
| 2013 | Pinja Mäkinen                                                               | Marit Wiksell                                                               | Lauri Kontkanen                                                             |                                                                             |
| 2012 | Marit Wiksell                                                               | Guido Michelotti                                                            | Martin Jullum                                                               | b)                                                                          |
| 2011 | Martin Jullum                                                               | Antti Rusanen                                                               | Lars Jakob Waaler                                                           | c)                                                                          |
| 2010 | Lauri Kontkanen                                                             | Lars Jakob Waaler                                                           | Martin Fredholm                                                             | d)                                                                          |
| Noter: a) Reference for 2014, b) 2012, c) 2011 og d) 2010. Resultaterne kan ikke ses på IOF’s hjemmeside. |                                                                             |                                                                             |                                                                             |                                                                             |

Para
| Medaljetagere i TempO Para ved VM i PRÆ-O fordelt på år og medaljer (karat)   | Medaljetagere i TempO Para ved VM i PRÆ-O fordelt på år og medaljer (karat) | Medaljetagere i TempO Para ved VM i PRÆ-O fordelt på år og medaljer (karat) | Medaljetagere i TempO Para ved VM i PRÆ-O fordelt på år og medaljer (karat) | Medaljetagere i TempO Para ved VM i PRÆ-O fordelt på år og medaljer (karat) |
| År                                                                            | Guld                                                                        | Sølv                                                                        | Bronze                                                                      | Noter                                                                       |
| ----------------------------------------------------------------------------- | --------------------------------------------------------------------------- | --------------------------------------------------------------------------- | --------------------------------------------------------------------------- | --------------------------------------------------------------------------- |
| 2010                                                                          | Ola Jansson                                                                 | Lennart Wahlgren                                                            | Bohuslav Hulka                                                              | a)                                                                          |
| Noter: a) Reference for 2010 – resultaterne kan ikke ses på IOF’s hjemmeside. |                                                                             |                                                                             |                                                                             |                                                                             |

### Stafet
Open
| Medaljetagere i Stafet Open ved VM i PRÆ-O fordelt på år og medaljer (karat) | Medaljetagere i Stafet Open ved VM i PRÆ-O fordelt på år og medaljer (karat) | Medaljetagere i Stafet Open ved VM i PRÆ-O fordelt på år og medaljer (karat)          | Medaljetagere i Stafet Open ved VM i PRÆ-O fordelt på år og medaljer (karat) | Medaljetagere i Stafet Open ved VM i PRÆ-O fordelt på år og medaljer (karat) |
| År                                                                           | Guld                                                                         | Sølv                                                                                  | Bronze                                                                       | Noter                                                                        |
| ---------------------------------------------------------------------------- | ---------------------------------------------------------------------------- | ------------------------------------------------------------------------------------- | ---------------------------------------------------------------------------- | ---------------------------------------------------------------------------- |
| 2023                                                                         | Tyskland · Ralph Körner · Nina Döllgast · Bjarne Friedrich                   | Italien · Alessio Tenani · Marcello Lambertini · Aaron Gaio                           | Tjekkiet · Daniel Locker · Ondřej Macek · Pavel Ptáček                       |                                                                              |
| 2022                                                                         | Tjekkiet · Daniel Locker · Ondřej Macek · Pavel Ptáček                       | Italien · Alessio Tenani · Marcello Lambertini · Aaron Gaio                           | Slovakiet · Ján Furucz · Šimon Mižúr · Pavol Bukovác                         |                                                                              |
| 2019                                                                         | Finland · Pinja Mäkinen · Sami Hyvönen · Antti Rusanen                       | Spanien · Hector Lorenzo Yustos · Jorge Caraca Valente Barrera · Arturo Garcia Dengra | Storbritannien · Charles Bromley Gardner · Tom Dobra · John Kewley           |                                                                              |
| 2018                                                                         | Norge · Lars Jakob Waaler · Geir Myhr Øien · Sondre Ruud Bråten              | Letland · Kristaps Mierlauks · Laura Eliza Lapina · Ilze Lapina                       | Finland · Pinja Mäkinen · Sami Hyvönen · Antti Rusanen                       |                                                                              |
| 2017                                                                         | Slovenien · Emil Kacin · Mateja Keresteš · Krešo Keresteš                    | Norge · Geir Myhr Øien · Sigurd Dæhli · Lars Jakob Waaler                             | Tjekkiet · Miroslav Slovák · Libor Forst · Pavel Kurfürst                    |                                                                              |
| 2016                                                                         | Slovakiet · Marián Mikluš · Dušan Furucz · Ján Furucz                        | Portugal · Edgar Domingues · Jorge Baltazar · João Pedro Valente                      | Finland · Martti Inkinen · Pinja Mäkinen · Antti Rusanen                     |                                                                              |

Para
| Medaljetagere i Stafet Para ved VM i PRÆ-O fordelt på år og medaljer (karat) | Medaljetagere i Stafet Para ved VM i PRÆ-O fordelt på år og medaljer (karat) | Medaljetagere i Stafet Para ved VM i PRÆ-O fordelt på år og medaljer (karat)                | Medaljetagere i Stafet Para ved VM i PRÆ-O fordelt på år og medaljer (karat) | Medaljetagere i Stafet Para ved VM i PRÆ-O fordelt på år og medaljer (karat) |
| År                                                                           | Guld                                                                         | Sølv                                                                                        | Bronze                                                                       | Noter                                                                        |
| ---------------------------------------------------------------------------- | ---------------------------------------------------------------------------- | ------------------------------------------------------------------------------------------- | ---------------------------------------------------------------------------- | ---------------------------------------------------------------------------- |
| 2023                                                                         | Finland · Tuomo Niskanen · Eero Hakanen · Pekka Seppä                        | Sverige · Inga Gunnarsson · Ola Jansson · Michael Johansson                                 | Tjekkiet · Hana Doležalová · Pavel Dudík · Jana Kosťová                      |                                                                              |
| 2022                                                                         | Tjekkiet · Hana Doležalová · Pavel Dudík · Jana Kosťová                      | Spanien · Miguel Ángel García Grinda · Juan Emilio Montero Sánchez · Alejandro Aguilar Lara | Ukraine · Iryna Kulikova · Vladyslav Vovk · Valerii Lytvynov                 |                                                                              |
| 2019                                                                         | Tjekkiet · Hana Doležalová · Pavel Dudík · Jana Kosťová                      | Ukraine · Iryna Kulikova · Vladyslav Poznianskyi · Valerii Lytvynov                         | Rusland · Dmitriy Dokuchaev · Nataliia Salakhova · Pavel Shmatov             |                                                                              |
| 2018                                                                         | Sverige · Inga Gunnarsson · Michael Johansson · Ola Jansson                  | Tjekkiet · Pavel Dudík · Bohuslav Hulka · Jana Kosťová                                      | Rusland · Dmitriy Dokuchaev · Nataliia Salakhova · Pavel Shmatov             |                                                                              |
| 2017                                                                         | Tjekkiet · Miroslav Špidlen · Pavel Dudík · Jana Kosťová                     | Norge · Svein Jakobsen · Egil Sønsterudbråten · Arne Ask                                    | Sverige · Inga Gunnarsson · Michael Johansson · Ola Jansson                  |                                                                              |
| 2016                                                                         | Sverige · Inga Gunnarsson · Ola Jansson · Michael Johansson                  | Ukraine · Iryna Kulikova · Yehor Surkov · Vladislav Vovk                                    | Finland · Kari Pinola · Tuomo Markelin · Pekka Seppä                         |                                                                              |

### Team
Open
| Medaljetagere i Team Open ved VM i PRÆ-O fordelt på år og medaljer (karat)    | Medaljetagere i Team Open ved VM i PRÆ-O fordelt på år og medaljer (karat)                               | Medaljetagere i Team Open ved VM i PRÆ-O fordelt på år og medaljer (karat)                             | Medaljetagere i Team Open ved VM i PRÆ-O fordelt på år og medaljer (karat)                           | Medaljetagere i Team Open ved VM i PRÆ-O fordelt på år og medaljer (karat) |
| År                                                                            | Guld | Sølv                                                                                                   | Bronze                                                                                               | Noter                                                                      |
| ----------------------------------------------------------------------------- | --- | --- | --- | -------------------------------------------------------------------------- |
| 2015                                                                          | Ukraine · Vitalii Kyrychenko · Vladislav Vovk · Mykola Opanasenko                                        | Kroatien · Ivica Bertol · Tomislav Varnica · Ivo Tišljar                                               | Finland · Antti Rusanen · Jari Turto · Pekka Seppä                                                   |                                                                            |
| 2014                                                                          | Kroatien · Zdenko Horjan · Ivo Tišljar · Ivica Bertol                                                    | Sverige · Marit Wiksell · Michael Johansson · Martin Fredholm                                          | Letland · Guntars Mankus · Janis Rukšans · Andrejs Šulcs                                             | a)                                                                         |
| 2013                                                                          | Sverige · Martin Fredholm · Stig Gerdtman · Michael Johansson                                            | Kroatien · Ivica Bertol · Zdenko Horjan · Ivo Tišljar                                                  | Danmark · Søren Saxtorph · Maria Krog Schulz · Vibeke Vogelius                                       |                                                                            |
| 2012                                                                          | Finland · Lauri Kontkanen · Antti Rusanen · Pekka Seppä                                                  | Sverige · Stig Gerdtman · Ola Jansson · Marit Wiksell                                                  | Kroatien · Ivo Tišljar · Ivica Bertol · Zdenko Horjan                                                |                                                                            |
| 2011                                                                          | Finland · Lauri Kontkanen · Antti Rusanen · Pekka Seppä)                                                 | Norge · Lars Jakob Waaler · Martin Jullum · Arne Ask                                                   | Sverige · Stig Gerdtman · Martin Fredholm · Ola Jansson                                              |                                                                            |
| 2010                                                                          | Sverige · Stig Gerdtman · Martin Fredholm · Anna Råberg · Ola Jansson · Lennart Wahlgren · Rolf Karlsson | Finland · Lauri Kontkanen · Pertti Hartman · Jari Turto · Kari Pinola · Pekka Seppä · Matti Mäntyniemi | Kroatien · Ivo Tisljar · Jasminka Cindric Perkovic · Dalibor Perkovic · Zdenko Horjan · Ivica Bertol |                                                                            |
| 2009                                                                          | Ukraine ·                                                                                                | Sverige ·                                                                                              | Tjekkiet ·                                                                                           | Navne fremgår ikke                                                         |
| Noter: a) Reference for 2014 – resultaterne kan ikke ses på IOF’s hjemmeside. | | | |                                                                            |

Para
| Medaljetagere i Team Para ved VM i PRÆ-O fordelt på år og medaljer (karat) | Medaljetagere i Team Para ved VM i PRÆ-O fordelt på år og medaljer (karat) | Medaljetagere i Team Para ved VM i PRÆ-O fordelt på år og medaljer (karat) | Medaljetagere i Team Para ved VM i PRÆ-O fordelt på år og medaljer (karat) | Medaljetagere i Team Para ved VM i PRÆ-O fordelt på år og medaljer (karat) |
| År                                                                         | Guld                                                                       | Sølv                                                                       | Bronze                                                                     | Noter                                                                      |
| -------------------------------------------------------------------------- | -------------------------------------------------------------------------- | -------------------------------------------------------------------------- | -------------------------------------------------------------------------- | -------------------------------------------------------------------------- |
| 2008                                                                       | Litauen · Borisas Gavrilova · Evaldas Butrima · Tadeus Simkovic            | Finland · Kari Melleri · Pekka Seppä · Seppo Bütt                          | Sverige · Lennart Wahlgren · Anna Hansson · Owe Fredholm                   |                                                                            |
| 2007                                                                       | Sverige · Lennart Wahlgren · Ola Jansson · Bernt Gustafsson                | Rusland · Sergey Grechko · Vladimir Troyan · Marina Borosenkova            | Ukraine · Iryna Kulykova · Sergiy Naumov · Volodymyr Koschiy               |                                                                            |
| 2006                                                                       | Sverige · Nils-Olav Andersson · Lennart Wahlgren · Inga Gunnarsson         | Norge · Arne Ask · Jan Erik Haug · Gunnar Maehlen                          | Finland · Seppo Bütt · Kari Melleri · Ken Gammelgård                       |                                                                            |
| 2005                                                                       | Storbritannien · John Crosby · Karen Paul · Dick Keighley                  | Litauen · Evaldas Butrimas · Tadeush Shimkovich · Zenoida Pashkevich       | Japan · Hidetou Kijima · Masaki Kashiwagi · Aki Karumori                   |                                                                            |
| 2004                                                                       | Storbritannien · John David Gittus · Karen Paul · Susanna Boyt             | Norge · Arne Ask · Gunnar Maelen · Jan Erik Haug                           | Litauen · Evaldas Butrimas · Zenoida Pashkevich · Tadeush Shimkovich       |                                                                            |

## References
1. ↑  IOF Eventor, Trail Orienteering. Events and Results, eventor.orienteering.org, hentet 21. oktober 2023
2. ↑  IOF Eventor, Event information: World Trail Orienteering Championships 2023, eventor.orienteering.org, hentet 21. oktober 2023
3. ↑  IOF Eventor, Event information: World Trail Orienteering Championships 2022, eventor.orienteering.org, hentet 21. oktober 2023
4. ↑  IOF Eventor, Event information: World Trail Orienteering Championships 2019, eventor.orienteering.org, hentet 21. oktober 2023
5. ↑  IOF Eventor, Event information: World Trail Orienteering Championships 2018, eventor.orienteering.org, hentet 21. oktober 2023
6. ↑  IOF Eventor, Event information: World Trail Orienteering Championships, eventor.orienteering.org, hentet 21. oktober 2023
7. ↑  IOF Eventor, Event information: World Trail Orienteering Championships 2016, eventor.orienteering.org, hentet 21. oktober 2023
8. ↑  IOF Eventor, Event information: World Trail Orienteering Championships 2015, eventor.orienteering.org, hentet 21. oktober 2023
9. ↑  IOF Eventor, World Trail Orienteering Championships 2014, eventor.orienteering.org, hentet 21. oktober 2023
10. ↑  IOF Eventor, World Trail Orienteering Championships 2013, eventor.orienteering.org, hentet 21. oktober 2023
11. ↑  IOF Eventor, World Trail Orienteering Championships 2012, eventor.orienteering.org, hentet 21. oktober 2023
12. ↑  IOF Eventor, World Trail Orienteering Championships 2011, eventor.orienteering.org, hentet 21. oktober 2023
13. ↑  IOF Eventor, World Trail Orienteering Championships 2010, eventor.orienteering.org, hentet 21. oktober 2023
14. ↑  IOF Eventor, World Trail Orienteering Championships 2009, eventor.orienteering.org, hentet 21. oktober 2023
15. ↑  IOF Eventor, World Trail Orienteering Championships 2008, eventor.orienteering.org, hentet 21. oktober 2023
16. ↑  IOF Eventor, World Trail Orienteering Championships 2007, eventor.orienteering.org, hentet 21. oktober 2023
17. ↑  IOF Eventor, World Trail Orienteering Championships 2006, eventor.orienteering.org, hentet 21. oktober 2023
18. ↑  IOF Eventor, World Trail Orienteering Championships 2005, eventor.orienteering.org, hentet 21. oktober 2023
19. ↑  IOF Eventor, World Trail Orienteering Championships 2004, eventor.orienteering.org, hentet 21. oktober 2023
20. ↑  Trail Orienteering - Italy, WTOC 2014 Open Pre-O, trailo.it, hentet 22. oktober 2023
21. ↑  Trail Orienteering - Italy, WTOC 2014 Paralympic, trailo.it, hentet 22. oktober 2023
22. ↑  Trail Orienteering - Italy, WTOC 2014 Open Temp-O, trailo.it, hentet 22. oktober 2023
23. ↑  Trail Orienteering - Italy, WTOC 2012 World TempO Trophy Open, trailo.it, hentet 22. oktober 2023
24. ↑  Trail Orienteering - Italy, WTOC 2011 World TempO Trophy Open, trailo.it, hentet 22. oktober 2023
25. ↑  Trail Orienteering - Italy, WTOC 2010 World TempO Trophy Open, trailo.it, hentet 22. oktober 2023
26. ↑  Trail Orienteering - Italy, World TempO Trophy Para, trailo.it, hentet 22. oktober 2023
27. ↑  IOF Eventor, PreO-Team-results.pdf (PDF), eventor.orienteering.org, hentet 21. oktober 2023